# Susan Mayer
Susan Delfino (ex-Bremmer, ex-Mayer) je fiktivni lik ABC-jeve dramske serije Kućanice. Glumi ju Teri Hatcher od početka emitiranja serije 3. listopada 2004. Susan je jedna od kućanica fiktivnog predgrađa Wisteria Lane, te stanuje u ulici Wisteria Lane 4353 u Fairviewu. Susan je spisateljica dječjih knjiga i ilustratorica, te je ujedno i učiteljica likovne umjetnosti u osnovnoj školi u Fairviewu. Bila je u braku četiri puta - dvaput s Karlom Mayerom i dvaput s Mikeom Delfinom. S njima ima dvoje djece, Julie Mayer i M.J. Delfina. Teri Hatcher je za ulogu Susan osvojila Zlatni Globus i SAG nagradu.

## Uvod
Susan Bremmer, rođena 1965. godine, odrasla je vjerovajući kako joj je pokojni otac bio marinac u američkoj mornarici. Odrasla je uz majku Sophie, čiji ju je posebni način života udaljio od nje. U srednjoj školi bila je navijačica, učenica generacije. U kasnijim epizodama Karen McCluskey ju ismijava jer je pohađala javni fakultet.
Kasnije se udala za Karla Mayera s kojim ima kćer Julie Alexandru Mayer. Prije početka serije, rastala se od Karla nakon što je otkrila njegovu aferu s tajnicom. Julie je bila njeno rame za plakanje što je stvorilo čvrstu povezanost između majke i kćeri.

### Sezona 1
Susan, još uvijek u fazi oporavljanja od razvoda, u novom susjedu Mikeu Delfinu ugleda mogućnost da poboljša svoj trenutni život. No i Susanina susjeda i vječna rivalka Edie Britt je također bacila oko na Mikea, te se njihovo natjecanje za Mikeovu pažnju provlači kroz cijelu sezonu. Dok je tražila dokaze protiv Edie u njenoj kući, slučajno izazove požar. Martha Huber pronađe dokaze koji inkriminiraju Susan i ucjenjuje je sve dok joj ih Susan ne ukrade. Susan kroz sezonu pokušava otkriti i motiv Mary Aliceinog samoubojstva, te sumnja na njenog muža Paula Younga. Ne simpatizira Zacha Younga, Paulovog sina koji je zaljubljen u njenu kćer. Pri kraju sezone, Susan i Mike započinju ljubavnu vezu punu uspona i padova zbog njegove misterioznosti i pravog razloga zbog kojeg se doselio u Wisteria Lane. U posljednjoj epizodi 1. sezone, Zach drži Susan kao taokinju kako bi se obračunao s Mikeom, vjerujući da je ovaj ubio njegova oca.

### Sezona 2
Zach nije ubio Mikea, već je pobjegao nakon neuspješnog pucanja. Susan je sretna što Mike i ona mogu nastaviti sa svojom vezom. Ali kad Mike otkrije da je Zach njegov biološki sin, Susan je šokirana i kaže Mikeu kako ne želi Zacha blizu svoje kćeri. Susan susretne izgladnjelog Zacha u parku i želi mu reći da mora otići razgovarati s Mikeom o svom porijeklu. Kada je Zach odbije i kaže kako samo želi biti s Julie, Susan mu poruči da je najbolje da potraži svog "oca" Paula i daje mu veliku svotu novca kako bi mogao otputovati u Utah. Kad Mike otkrije da je Susan poslala Zacha van grada, prekine s njom. No, šokovi u Susaninom životu se tu ne zaustavljaju. Otkriva kako njezin bivši suprug Karl sad hoda s Edie Britt. Kasnije, u velikoj potrebi za osiguranjem za operaciju, potajno se uda za Karla. Edie je šokirana kad otkrije istinu, no uspije im oprostiti. Karl slaže Susan kako je prekinuo s Edie, te njih dvoje spavaju zajedno. Kad otkrije istinu, Susan odluči sve priznati Edie koja zauzvrat spali njenu kuću. Razočarana Karlovim ponašanjem, Susan se ponovno vrati u Mikeov zagrljaj. U noći njihovih zaruka, Mikea pregazi misteriozan čovjek na cesti.

### Sezona 3
Susan se brine za Mikea nakon što je u komi već šest mjeseci. U bolnici, Susan upoznaje Iana Hainswortha čija supruga Jane također leži u komi. Shvaćajući kako se Mike možda nikad neće probuditi, odlučuje ga ostaviti i započeti novu vezu s Ianom. Kada se Mike probudi, ima amneziju i u potpunosti je zaboravio na prošle 2 godine svog života, uključujući i to da je u vezi sa Susan i da ju je namjeravao zaprositi. Edie ispriča svoju verziju Mikeove prošlosti i uvjeri ga da je Susan loša žena. Susan napusti Iana kako bi opet bila s Mikeom, no on je odbije nakon što povjeruje u Ediene laži. Susan se ponovno vrati Ianu. Julie, sada već odrasla tinejdžerka započne vezu s Edieinim nećakom Austinom McCainom, a Susan se protivi toj vezi. Kada Austin prevari Julie i napravi dijete njenoj prijateljici Danielle, Susan joj pruži svoje rame za plakanje. Ian i Susan se zaruče, no kada Ian upita Susan ako još uvijek voli Mikea, Susan mu se povjeri kako ga nikad neće moći zaboraviti. Ian potom raskine zaruke i svoju vezu sa Susan i napusti zemlju. Ubrzo nakon kraja zaruka, Susan i Mike se vjenčaju na privatnoj ceremoniji.

### Sezona 4
Rano u sezoni, Susan i Mike otkriju kako će uskoro postati roditelji. Mike je presretan što će imati dijete, no brine se hoće li imati dovoljnu financijsku potporu da pruži malenom djetetu bezbrižan život. Ubrzo počne raditi prekovremeno, te doživljava lakšu nesreću na poslu. Doktorica mu prepiše antibiotike o kojima Mike uskoro postane ovisan. Susan to otkrije i suoči se s njim, no Mike joj slaže kako nije ovisan, te čak pred njom baci pilule u smeće. Susan ubrzo saznaje kako Mike skriva ostale tablete od nje, te kako mu ih ilegalno pripisuje njihov dobri prijatelj Orson Hodge. Susan postavlja Mikeu ultimatum: ili će otići na liječenje ili će ga napustiti zajedno s njihovim djetetom. Mike prihvati liječnje i odlazi. Kada tornado uništi njihovu kuću, Bree i Orson se privremeno usele u Susanin dom, te ona uživa što nije sama. Jedne večeri dok je mjesečario, Orson priznaje Julie kako je on pregazio Mikea prije dvije godine. Susan je očajna i mrzi Orsona zbog svega što je učinio. Mike se ubrzo vrati izliječen i spreman za odgajanje svog i Susaninog djeteta. Susan rodi sina, no komplikacija nastane kad Mike poželi da mu se sin zove Maynard Delfino. Julie se upisuje na Princeton, a Susan je tužna što joj najstarija kćer odlazi iz kuće, no uspije se nekako pomiriti s tim. 4. sezona završava finalom u kojem se radnja prebacuje 5 godina u budućnost. Susan dolazi kući jednu večer, otvara vrata i poljubi je misteriozni čovjek - no, to nije Mike.

### Sezona 5
Susan započinje ljubavnu vezu s majstorom Jacksonom Braddockom. Odbije obznaniti njihovu vezu svojim prijateljicama i priznaje mu kako nije zaljubljena u njega. Stvari se naposljetku promijene i Susan se zaljubi u Jacksona. Kroz nekoliko flashbackova, gledateljima je otkriven pravi razlog Mikeovog i Susaninog razvoda. Prije godinu dana, Susan i Mike su bili sudionici teške prometne nesreće u kojoj su poginule mlada majka Lila Dash i njena kći Paige. Iako ni Susan ni Mike nisu krivi za nesreću, Susan se svejedno krivi za smrt dvoje ljudi, te zbog takve traume njihov brak postane nemoguć. Kasnije, otkriva se kako je Lila Dash zapravo pokojna supruga Davea Williamsa, novog susjeda i ujedno novog Edieinog supruga. Dave se namjerava osvetiti Mikeu, te planira Susanino i M.J.-evo ubojstvo. Nehotice, Susan otkrije Daveu kako je ona vozila auto te kobne noći, no Mike je preuzeo krivnju. Pri sredini sezone, Jackson se vrati u gradić i zaprosi Susan jer mu istječe viza za boravak u zemlji. Iako je sve trebalo bit odigrano po planu, Dave pomrsi Jacksonove planove kada ga prijavi imigracijskoj službi. Jackson je deportiran natrag u Kanadu. Nakon Ediene smrti, Dave uvjeri Susan i M.J.-a da odu s njim na ribolov kako bi izvršio svoju osvetu. Na putu na vjenčanje s Katherine, Mike pronađe videokazetu na kojoj Dave priznaje zločin koji namjerava učiniti. Ostavlja Katherine na aerodromu kako bi spasio sina i Susan. Dave tad sveže Susan za stup i natjera je da gleda sudar u kojem bi Mike svojim automobilom trebao ubiti vlastitog sina. Shrvana Susan zamoli Davea da razmisli još jednom o svemu što čini i upita ga što bi mu sada rekla njegova kćer. Očajan Dave oslobodi M.J.-a i zaleti se u Mikeov auto. Oboje prežive nesreću. Mike i Susan se poljube. Na kraju 5. sezone, dva mjeseca poslije, gledatelji vide Mikea u crkvi na vjenčanju s misterioznom ženom. Samo je pitanje, s kim?

### Sezona 6
Otkriva se kako je Mikeova misteriozna nevjesta Susan. 8 tjedana do vjenčanja, Susan izbjegava ikakav kontakt s Katherine, ne pružajući joj svoju podršku ili ispriku. Katherine omete Susanino i Mikeovo vjenčanje što dovodi do sve većeg rivalstva između dvije žene. Iste noći, misteriozna osoba zadavi Julie ispred Susanine kuće. Nakon napada, Julie padne u komu. Danny Bolen, 19-godišnji sin nove susjede Angie Bolen, je glavni osumnjičenik s obzirom na to da su on i Julie imali kratku aferu. Nakon njegova uhićenja, Susan postaje oprezna i ogorčena na novu obitelj na Wisteriji Lane. Kada se Dannyjev alibi pokaže valjanim, Susan i Angie se pomire. U iščekivanju da se Julie probudi iz kome, Susan otkriva kako je Julie odustala od studija medicine i kako je imala aferu s oženjenim muškarcem. Julie se napokon budi, no odbija reći identitet čovjeka s kojim je spavala.
Katherine nastavlja slijediti Mikea vjerujući da je on još uvijek zaljubljen u nju. Angie sugerira kako je možda Katherine zadavila Julie, misleći da davi Susan. Susan izvijesti detektive koji rade na Julienom slučaju, no ispostavi se kako Katherine ima alibi. Nakon što se dogodi i drugi napad u gradiću, Susan je zabrinuta za Julienu sigurnost. Vjerujući kako je Julie još uvijek u vezi s oženjenim muškarcem, Susan otkriva ljubavnu aferu Bree i Karla. Iako se u početku smatra izdanom, Susan im daje svoj blagoslov. U međuvremenu, Katherine postane sve bliža s M.J.-em, te ga pokušava uvjeriti kako je njegova majka loša osoba. Mike je upozori da se udalji od njega i njegove obitelji, te joj napomene kako je nikad nije volio. Nakon što Mike ode, Katherine nazove hitnu pomoć i probode se nožem na kojem se nalaze Mikeovi otisci. Katherine okrivi Mikea za ranjavanje. Susan, shvativši da je Katherine klinički nestabilna, nazove Dylan, Katherininu kćer. Dylan se vraća u grad i smješta Katherine u psihijatrijsku ustanovu. Susan kasnije oprašta Katherine. Karl umre u nesreći kada se avion sruši na ulicu i oporučno ostavi Susan svoj striptiz klub. Susan ubrzo proda svoj udio, te ostvari veliki profit. Mike joj priznaje kako je u velikim financijskim dugovima, te kako će zbog toga morati napustiti svoj dom u Wisteria Laneu nakratko. Tročlana obitelj se useljava u mali stan u Fairviewu, a Paul Young unajmi njihovu kuću u Wisteria Lane.

### Sezona 7
Očajna za novcem Susan počinje s radom na porn stranici,no ubrzo za to saznaje Paul Young i ucjenjuje ju. Rekla je Mikeu istinu, ali je bilo prekasno. Naime Paul je školu informirao za Susaninu aktivnost i dobila je otkaz. Mike se seli na Aljasku kako bi zaradio novac. Dok Susan počinje raditi kao Lynetteina dadilja. Nakon stampeda na Wisteria lane Susan gubi bubreg i očajno traži donora. Paulova žena, Beth počinila je samoubojstvo kako bi Susan mogla dobiti njene bubrege. Susan se polako oporavljala, dok se Paul nikako nije mogao oporaviti. Bilo joj je žao pa ga je svakog dana posječivala i kuhala mu hranu. No s njom je kuhala Felicia Tillman Paulova najveća neprijateljica koju su nedavno pustili iz zatvora. Ona je hranu trovala i umalo ubila Paula. Nakon što se oporavio Paul je prijavio Susan policiji, no Mike je uspio dokazati da je Susan nevina pa je puštena iz pritvora. Oprostila je Paulu nakon što se iselio iz njene kuće. Uselila se s obitelji natrag na Wisteria lane. Gaby, Lynette, Bree i Renee su joj odlučile odganizirati parti za dobrodošlicu. Tijekom većere parti je bio sve uzbudljiviji, a dosegao je vrhunac u Gabynoj kući. Naime Carlos je ubio Gabynog oćuha,a Bree, Susan i Bree su prekrile ubojstvo.

## Zanimljivosti o liku
- Susan vozi 5 automobila u seriji - 1983 Volvo 240 Wagon (1x01), 2003 Volvo XC70 (1x02-3x18), 2007 Volvo XC70 (3x19-4x17), 2002 Cadillac Escalade (5x01) i 2009 Volvo XC60.
- Producentima je kao prva opcija za Susanin lik bila Courteney Cox Arquette koja je morala odbiti ulogu jer je bila trudna.
- Glumici Calisti Flockhart je također ponuđena uloga Susan Mayer, koju je odbila.
- Uloga je bila ponuđena i glumici Mary-Louise Parker koja je odbila ulogu kako bi tumačila glavni lik u seriji "Trava".
- Susanin lik je ismijan u FOX-ovoj humorističnoj emisiji "MADtv".[1]

## Vanjske poveznice
- Opis lika na ABC.com  Arhivirana inačica izvorne stranice od 27. lipnja 2009. (Wayback Machine)
- IMDB Profil  Arhivirana inačica izvorne stranice od 20. ožujka 2009. (Wayback Machine)